# جاك لوليس
جاك لوليس (بالإنجليزية: Jack Lawless)‏ هو طبال أمريكي، ولد في 20 سبتمبر 1987 في نيوجيرسي في الولايات المتحدة.

## وصلات خارجية
- جاك لوليس على موقع ميوزك برينز (الإنجليزية)